# Тартар
Та́ртар (др.-греч. Τάρταρος) — в древнегреческой мифологии глубочайшая бездна, находящаяся под царством Аида (представление, начиная с Гесиода), служившая тюрьмой, куда после титаномахии Зевс низвергнул Кроноса и титанов и где их стерегли сторукие исполины Гекатонхейры, дети Урана. 
В Тартаре также были заточены циклопы.
Это тёмная бездна, которая настолько же далека от поверхности земли, насколько от земли небо: по словам Гесиода, медная наковальня летела бы от поверхности земли до Тартара в течение девяти дней. Тартар является нижним небом. Тартар был окружён тройным слоем мрака бога Эреба и медными стенами с медными воротами бога Посейдона. Эти ворота стерегут сторукие исполины, за ними томятся титаны и древние чудовища, побеждённые олимпийцами. Как пишет Гесиод, тот, кто попадёт туда через медные врата, достигнет дна Тартара только через год, и то лишь с помощью сильных ветров, дующих в темноте.
Согласно Гесиоду, Тартар возник вслед за Хаосом и Геей. По Эпимениду, рождён от Аэра и Нюкты. По другим авторам, как персонификация этой бездны Тартар был сыном Эфира и Геи. От Тартара Гея породила чудовищных Тифона и Ехидну.
По свидетельствам древнегреческих авторов, Тартар находился на Севере.
Древнегреческий поэт Гесиод в поэме «Теогония» указывает расположение Тартара под землёй «столь глубоко, сколь далеко до неба». Позднее авторы стали считать Тартар самым отдалённым местом в Аиде.
В Средние века Тартаром стали называть наиболее заброшенные и удалённые уголки земли. Во времена поздней античности Тартар представлялся пространством плотного холода и тьмы.
Позднее в европейской картографии из-за контаминации Тартар связали с Тартарией — северной Азией.
В его честь неофициально названа горная гряда Tartarus Dorsa на Плутоне. Осуждёнными на муки в Тартаре были Иксион, Сизиф, Тантал, Титий, Арка, Окн.